# Sandefjord
Sandefjord város és község Norvégia délkeleti Østlandet földrajzi régiójában, Vestfold megyében.

## Földrajz
Területe 121 km², népessége 42 333 (2008).
Az Østerøya („keleti sziget”) és Vesterøya („nyugati sziget”) nevű félszigeteken terül el, amelyek partvonala 146 kilométer, és amelyek a Sandefjordsfjordot és a Mefjordot övezik. A part változatos, homokos strandokkal, öblökkel, sziklákkal és 116 szigetecskével tagolt.
Sandefjord területéből 37,7 km² megművelt vidék, 36,2 km² pedig erdő. A szomszédos városok Tønsberg és Larvik. A Sandefjordhoz tartozó kis Himberg farm exklávé Larvik község határain belül.

## Történelem
Sandefjord községet 1838. január 1-jén hozták létre (lásd: formannskapsdistrikt). 1968. január 1-jén beleolvasztották Sandar községet.

## Külső hivatkozások
- Visit Sandefjord
- Cruise Sandefjord Archiválva 2008. április 14-i dátummal a Wayback Machine-ben
- Whaling Museum
- Gaia, the viking ship copy
- Kokeriet - restaurant serving e.g. whale meat
- Sandefjord Public Library